# Misumenops spinitarsis
Misumenops spinitarsis es una especie de araña cangrejo del género Misumenops, familia Thomisidae. Fue descrita científicamente por Mello-Leitão en 1932.

## Distribución
Esta especie se encuentra en Brasil.